# Sciatherellus orycinus
Sciatherellus orycinus är en stekelart som beskrevs av Masi 1917. Sciatherellus orycinus ingår i släktet Sciatherellus och familjen puppglanssteklar.
Artens utbredningsområde är Seychellerna. Inga underarter finns listade i Catalogue of Life.